# Кун-Элек
Кун-Элек (кирг. Күң-Элек) — село в Алайском районе Ошской области Кыргызстана. Входит в состав Ленинского айылного аймака.

## География
Село расположено в южной части области, на правом берегу реки Кун-Элек, вблизи от места впадения её в реку Гульча, на расстоянии приблизительно 19 километров (по прямой) к юго-юго-востоку от села Гульча, административного центра района. Абсолютная высота — 1831 метр над уровнем моря.

## Население
Согласно оценочным данным Национального статистического комитета Кыргызской Республики, численность населения села на начало 2023 года составляла 1583 человека.
| год     | 2009 | 2014 | 2015 | 2020 | 2021 | 2023 |
| ------- | ---- | ---- | ---- | ---- | ---- | ---- |
| человек | 1235 | 1399 | 1353 | 1475 | 1584 | 1583 |